# Strictly Business (album EPMD)
Strictly Business è l'album d'esordio del duo hip hop statunitense EPMD. Pubblicato il 7 giugno 1988, è distribuito dalla Fresh Records. In seguito al successo dell'album, al numero 80 della Billboard 200 e primo tra gli album hip-hop, è pubblicato anche in Europa sotto diverse etichette e nel 1991 la Priority Records lo ripubblica per il mercato statunitense.
Dopo quattro mesi dalla sua uscita, la RIAA lo certifica disco d'oro. Dopo aver ricevuto critiche molto positive, nel 2003 l'album è inserito nella lista dei 500 migliori album secondo Rolling Stone.

## Recensioni
| Recensione                    | Giudizio   |
| ----------------------------- | ---------- |
| AllMusic                      | [ 1 ]      |
| Robert Christgau              | A-         |
| Los Angeles Times             | [ 5 ]      |
| Rapreviews.com                | 9.5/10     |
| Rhapsody                      | favorevole |
| Rolling Stone                 | [ 8 ]      |
| The Rolling Stone Album Guide | [ 9 ]      |
| The Source                    | [ 10 ]     |
| Spin                          | 9/10       |
| Sputinkmusic                  | 5/5        |

Strictly Business raggiunge il posto numero 80 nella Billboard 200 e il primo nella Top R&B/Hip Hop Albums. Dei suoi quattro singoli, tre entrano nella classifica britannica e due in quella statunitense tra le Hot R&B/Hip-Hop Songs, tuttavia nessun singolo entra nella Hot 100. Le prime recensioni sono entusiastiche: AllMusic dà all'album un voto perfetto di 5 stelle su 5 definendolo «semplicemente fantastico». The Source assegna all'album un voto massimo di "5 microfoni", facendolo diventare uno dei "soli" 43 album a ricevere questo punteggio. Il critico Robert Christgau gli assegna un voto "A-". Strictly Business è inserito anche in diverse liste dei migliori album del 1988. La rivista The Face lo posiziona al terzo posto tra i migliori album dell'anno, mettendo il brano omonimo come venticinquesimo miglior singolo del 1988. Per la rivista Sounds è uno dei migliori cinquanta album dell'anno, mentre Spex lo piazza all'ottavo posto tra i dischi migliori del 1988.
Anni dopo la pubblicazione, Strictly Business continua ad attirare il successo della critica specializzata. Nel 1994, Pop lo seleziona assieme a Paid in Full di Eric B. & Rakim nella lista "The World's 100 Best Albums + 300 Complements". Nel 1998, The Source inserisce l'album nella sua lista dei 100 migliori album rap e include due singoli nella sua lista dei 100 migliori singoli rap. Nel 1999, è messo al quarto posto tra i migliori album hip hop del 1988 dalla rivista Ego Trip. Nel 2001, Dance de Lux mette l'album di debutto degli EPMD all'undicesimo posto nella lista dei migliori album hip hop di sempre. Nel 2003, l'album è inserito anche dalla rivista Blender nel suo 500 CD che devi possedere prima di morire ed è posizionato al numero 459 nella lista di Rolling Stone dei 500 migliori album di tutti i tempi. Inoltre, la Rolling Stone Album Guide, che inizialmente vota Strictly Business con un punteggio di 3.5/5, premia l'album con il punteggio massimo nel 2004. Recensioni successive di Spin nel 1995, di Virgin Encyclopedia of Popular Music nel 2002, del critico Martin C. Strong nel 2004 e di Sputnikmusic nel 2005, hanno rispettivamente assegnato all'album voti di 9/10, 4 stelle su 5, 5 stelle su 5 e 7/10. Strictly Business oggi è ampiamente considerato come un album classico del genere.

## Tracce
1. Strictly Business – 4:43
2. Because I'm Housin' – 3:59
3. So Let the Funk Flow – 4:14
4. You Gots to Chill – 4:20
5. It's My Thing – 5:41
6. You're a Customer – 5:23
7. The Steve Martin – 4:37
8. Get Off the Bandwagon – 4:19
9. D.J. K La Boss – 4:27
10. Jane – 2:56

Durata totale: 44:39

## Classifiche

### Classifiche settimanali
| Classifica (1988)         | Posizione massima |
| ------------------------- | ----------------- |
| Stati Uniti               | 80                |
| US Top R&B/Hip-Hop Albums | 1                 |

### Classifiche di fine anno
| Classifica (1988)         | Posizione massima |
| ------------------------- | ----------------- |
| US Top R&B/Hip-Hop Albums | 20                |